# Erich Kiefer

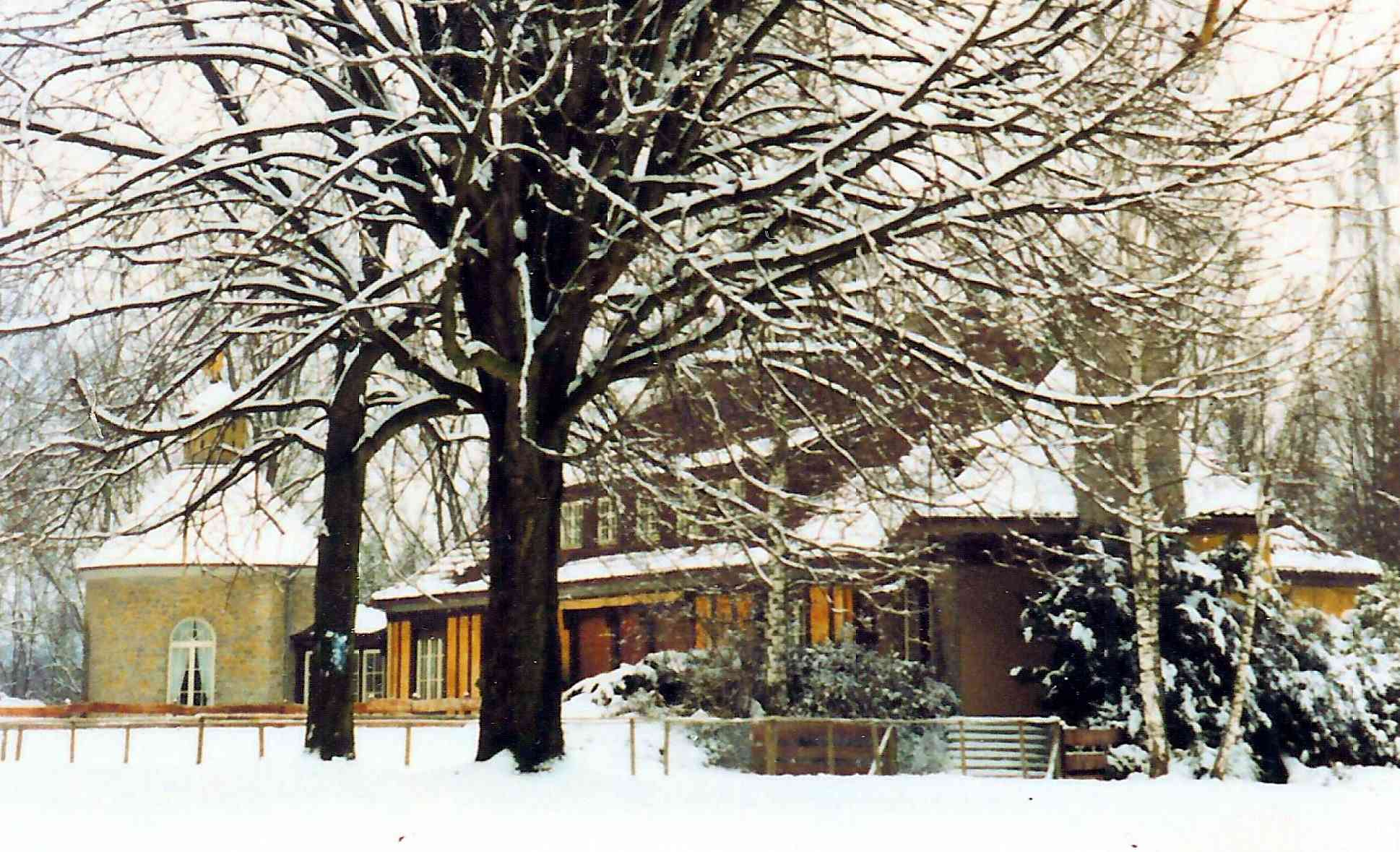
Villa Schwalbenhof und Kieferpark

Erich Kiefer (* 1903 in Feuerbach; † 1962) war ein deutscher Ingenieur und Unternehmer.

## Werdegang
Kiefer schloss sein Studium als Diplom-Ingenieur ab. 1941 gründete er eine Firma für Lüftungsanlagen, Ventilatoren und Lufterhitzer. Nachdem seine Büros in Stuttgart und Berlin ausgebombt worden waren, kam er 1944 nach Gärtringen. Dort baute er die Produktion neu auf, die bald über 500 Mitarbeiter hatte. Insbesondere auf dem Gebiet des Trocknungswesens nahm die Firma einen führenden Rang ein.
Er war Bauherr der Villa Schwalbenhof und des umgebenden Kieferparks. Von 1953 bis 1959 gehörte er dem Gärtringer Gemeinderat an.

## Ehrungen
- 1952: Verdienstkreuz am Bande der Bundesrepublik Deutschland
- Benennung der Erich-Kiefer-Straße in Gärtringen
- 2009: Erich-Kiefer-Denkmal von Hellmut Ehrath im Kieferpark in Gärtringen